# Jekaterina Volkova
Jekaterina Gennadjevna Volkova (ryska: Екатерина Геннадьевна Волкова), född 16 februari 1978, Kursk, Ryska SSR, Sovjetunionen är en rysk friidrottare (medeldistans och hinderlöpning).
Volkovas första internationella mästerskap var VM i Helsingfors 2005, där hon slutade tvåa på 3 000 meter hinder. I finalen noterade hon ett nytt personligt rekord med tiden 9.20,49. Volkova deltog även vid VM 2007 i Osaka där hon sprang på tiden 9.06,57, en tid som räckte till seger. Samma år blev hon även fyra vid IAAF World Athletics Final 2007 i Stuttgart. 
Volkova deltog vid Olympiska sommarspelen 2008, där hon blev bronsmedaljör med tiden 9.07,64, slagen på upploppet av Kenyas Eunice Jepkorir. Omtestning 2016 av dopningsprov från OS i Peking 2008 visade att hennes prov innehöll förbjudna medel.